# Mako (dessinateur)
Pour les articles homonymes, voir Mako.
Mako, de son vrai nom Lionel Makowski (né le 8 mars 1950), est un dessinateur de bande dessinée français. Il vit à Douai et enseigne les arts plastiques dans le Nord, théâtre de plusieurs de ses œuvres.

## Œuvres

### Bandes dessinées
- Texas exil, scénario de Didier Daeninckx, dessin de Mako, couleur de Fabien Alquier, Paquet, 2019  (ISBN 978-2-88932-085-1)
- La bataille du rail : cheminots en grève, écrivains solidaires, dessins de Mako, Don Quichotte, 2018  (ISBN 978-2-35949-730-4)
- Matin de canicule, scénario de Didier Daeninckx, dessin de Mako, EPéditions, 2017  (ISBN 978-2-88932-053-0)
- Les docks assassinés : l'affaire Jules Durand de Roger Martin, illustrations de Mako, Les éditions de l'Atelier, 2016  (ISBN 978-2-7082-4481-8)
- La chute d'un ange, dessin de Mako, scénario de Didier Daeninckx, couleur de Domnok, lettrage de Guy Buhry, Casterman, 2014  (ISBN 978-2-203-08128-4)
- Les pigeons de Godewaersvelde de Didier Daeninckx, illustrée par Mako, Société éditrice du Monde : SNCF, 2014  (ISBN 978-2-36156-180-2)
- La Main rouge, scénario de Didier Daeninckx, Ad Libris 2013
- La différence, scénario de Didier Daeninckx d'après de le roman de Charles Willeford, Casterman-Rivages noirs 2013
- Louise du temps des cerises, texte de Didier Daeninckx, Rue du Monde 2011
- Octobre Noir, scénario de Didier Daeninckx, éditions Ad Libris 2011
- Texas Exil scénario de Didier Daeninckx (EP éditions, 2011)
- Dernière station avant l'autoroute, scénario de Didier Daeninckx d'après le roman de Hugues Pagan (éditions Casterman/Rivages, 2010) - Prix POLAR du Meilleur Album One Shot 2010 / Cognac 2010[1]
- Levée d'écrou, scénario de Didier Daeninckx (éditions Imbroglio, 2007)
- Bravado, scénario de Didier Daeninckx (éditions Emmanuel Proust)
  - Tome 1 L'Origine du Nouveau Monde (2005)
- Air conditionné, scénario de Didier Daeninckx (Nuit Myrtide éditions, 2005)
- Le Train des Oubliés, scénario de Didier Daeninckx (éditions Emmanuel Proust, coll Petits meurtres, 2003)
- La Page Cornée, scénario de Didier Daeninckx (éditions Bérénice, 1999)
- Le Nord aux dents, (Éditions Baleine, coll Le Poulpe n°100, Coffret 100 pour sang BD)
- Pierres du mont (Les), scénario de Christian Jailloux (Editions la maison de l'image, 1989)
- Chasseurs de rêves, scénario de Dhermy (Editions du phylactère, 1985), préalablement publiée dans le fanzine Carabistouilles.
- Poussière d'étoiles, scénario de Stëiner (Editions Glénat coll Astéroïdes, 1983)
- Agence Dugenoux (L'), scénario de Igwal (Editions Méfi productions)
  - tome 1 Suicides en tous genres (1981)
- Western fantastique, Artefact, 1978[2]